# Perdicula argoondah
Perdicula argoondah là một loài chim trong họ Phasianidae.